# 戈登·卡彭特
戈登·“肖蒂”·卡彭特（英語：Gordon "Shorty" Carpenter，1919年9月24日—1988年3月8日），美国篮球运动员、教练。他曾代表美国参加1948年夏季奥运会男子篮球比赛，并获得金牌。他还作为美国男子国家篮球队教练率队参加1950年FIBA世界锦标赛，并获得银牌。